# Peter Emelieze
Peter Emelieze (né le 19 avril 1988 à Lagos) est un athlète nigérian, spécialiste des épreuves de sprint. 

## Biographie
En 2011, Peter Emelieze remporte la médaille d'or du relais 4 × 100 m lors des Jeux africains de Maputo, au Mozambique, en compagnie de Obinna Metu, Benjamin Adukwu et Egwero Ogho-Ogene. En 2012, il fait partie du relais nigérian se classant deuxième des Championnats d'Afrique de Porto-Novo. Il participe à l'épreuve du 100 m des Jeux olympiques de Londres où il s'incline dès les séries en 10 s 22.

### Palmarès
| Date | Compétition            | Lieu       | Résultat | Épreuve   |
| ---- | ---------------------- | ---------- | -------- | --------- |
| 2011 | Jeux africains         | Maputo     | 1er      | 4 × 100 m |
| 2012 | Championnats d'Afrique | Porto-Novo | 2e       | 4 × 100 m |

### Records
| Épreuve | Performance | Lieu             | Date                     |
| ------- | ----------- | ---------------- | ------------------------ |
| 60 m    | 6 s 60      | Karlsruhe        | 15 février 2009          |
| 100 m   | 10 s 18     | Bottrop Weinheim | 30 août 2008 28 mai 2011 |